# Usedom (Adelsgeschlecht)

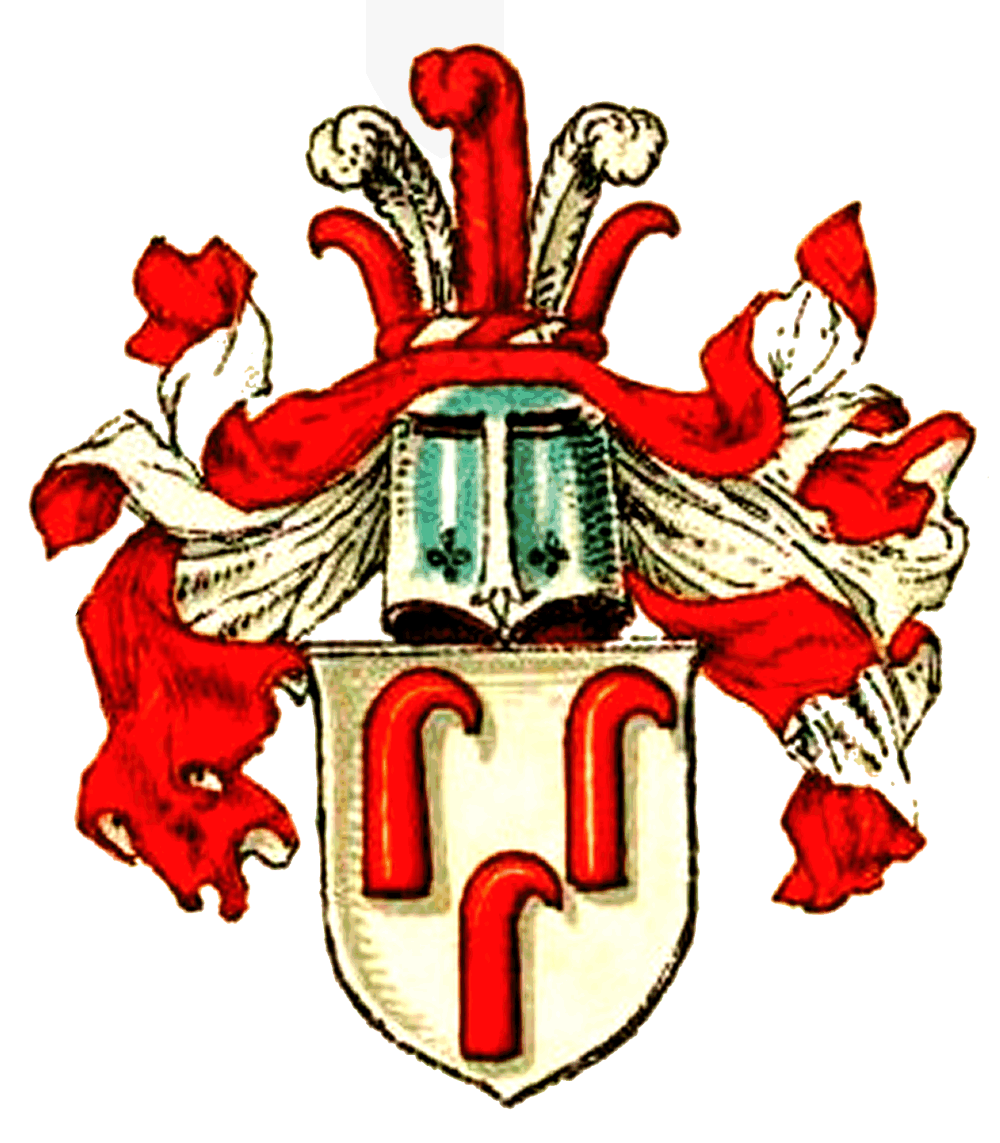
Wappen derer von Usedom

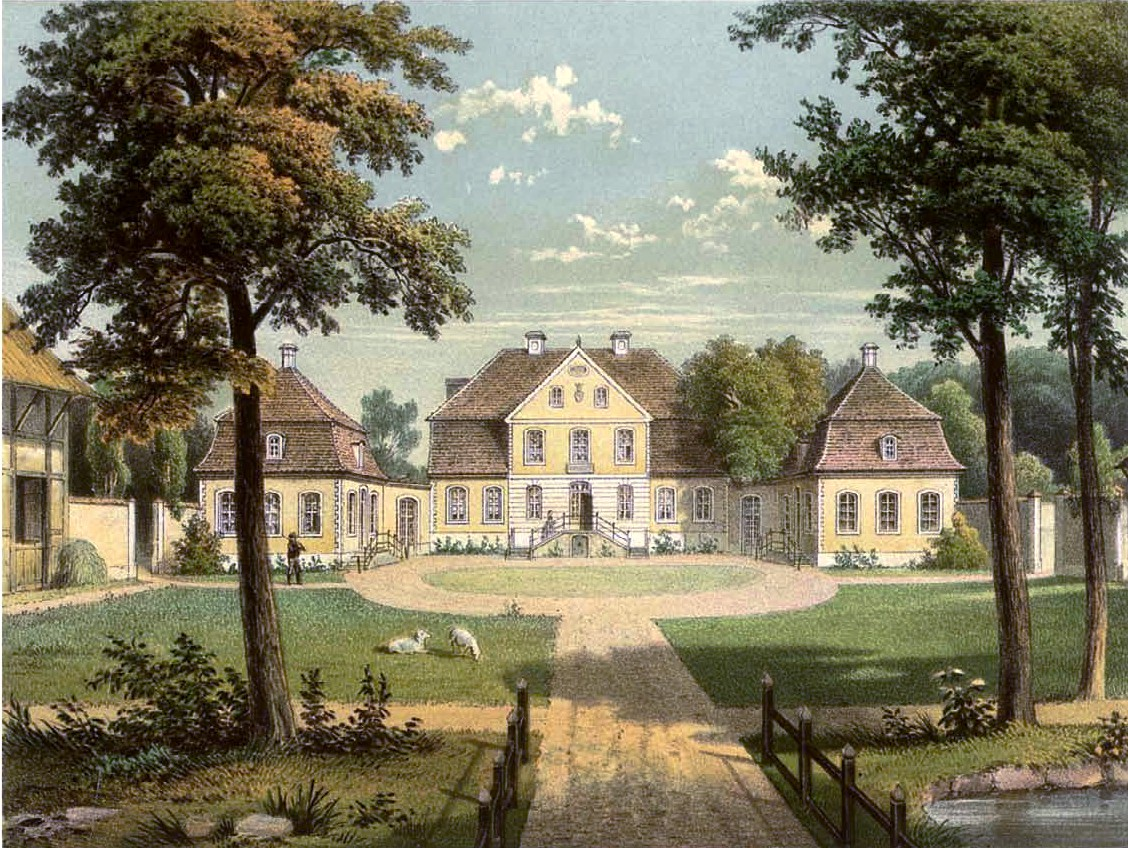
Schloss Kartzitz um 1864/65, Sammlung Alexander Duncker

Usedom ist der Name eines alten pommerschen Adelsgeschlechts von der Insel Usedom, das seit dem 14. Jahrhundert auf der Insel Rügen ansässig war.

## Geschichte
Im Jahr 1249 wurde Milusko de Vznam und von 1249 bis 1261 ein Ritter Venzycus de Vznam erstmals urkundlich erwähnt. Venzycus von Uznam (Usedom) ist nach Gustav Kratz wahrscheinlich der Stammvater der Familie, die vom 14. bis zum 20. Jahrhundert auf Gut Zirmoisel auf der Insel Rügen ansässig war. Zum Gut der Familie gehörten die Orte Bubkevitz, Helle, Udars und Kartzitz.
In Kartzitz, das längere Zeit als Stammsitz diente, ließ Ernst Joachim Moritz von Usedom (1746–1783) zwischen 1760 und 1780 mit Schloss Kartzitz ein barockes Herrenhaus mit Park errichten. Mitte des 18. Jahrhunderts wurde das Gut Karnitz erworben.
Der Diplomat Guido von Usedom wurde am 19. Dezember 1862 in den Grafenstand erhoben. Seine einzige Tochter und Erbin, Hildegard von Usedom, blieb unverheiratet und hielt sich zumeist am Hofe König Ludwigs II von Bayern auf. Sie führte einen so aufwendigen Lebensstil, dass sie 1890 das Gut Kartzitz verkaufen musste, Karnitz einige Jahre später. Sie starb wohl im Jahre 1924 in einem katholischen Stift in Wien.

## Wappen
Das Stammwappen zeigt in Silber drei (2:1) aufrecht gestellte, rote Haken (oder Widderhörner). Auf dem bekrönten Helm sind drei silber-rot-silberne Straußenfedern zwischen zwei, mit der Krümmung nach außen gekehrten, roten Haken (Widderhörnern). Die Helmdecken sind rot-silbern.

Wappen derer von Usedom aus Siebmachers Wappenbuch, 1701
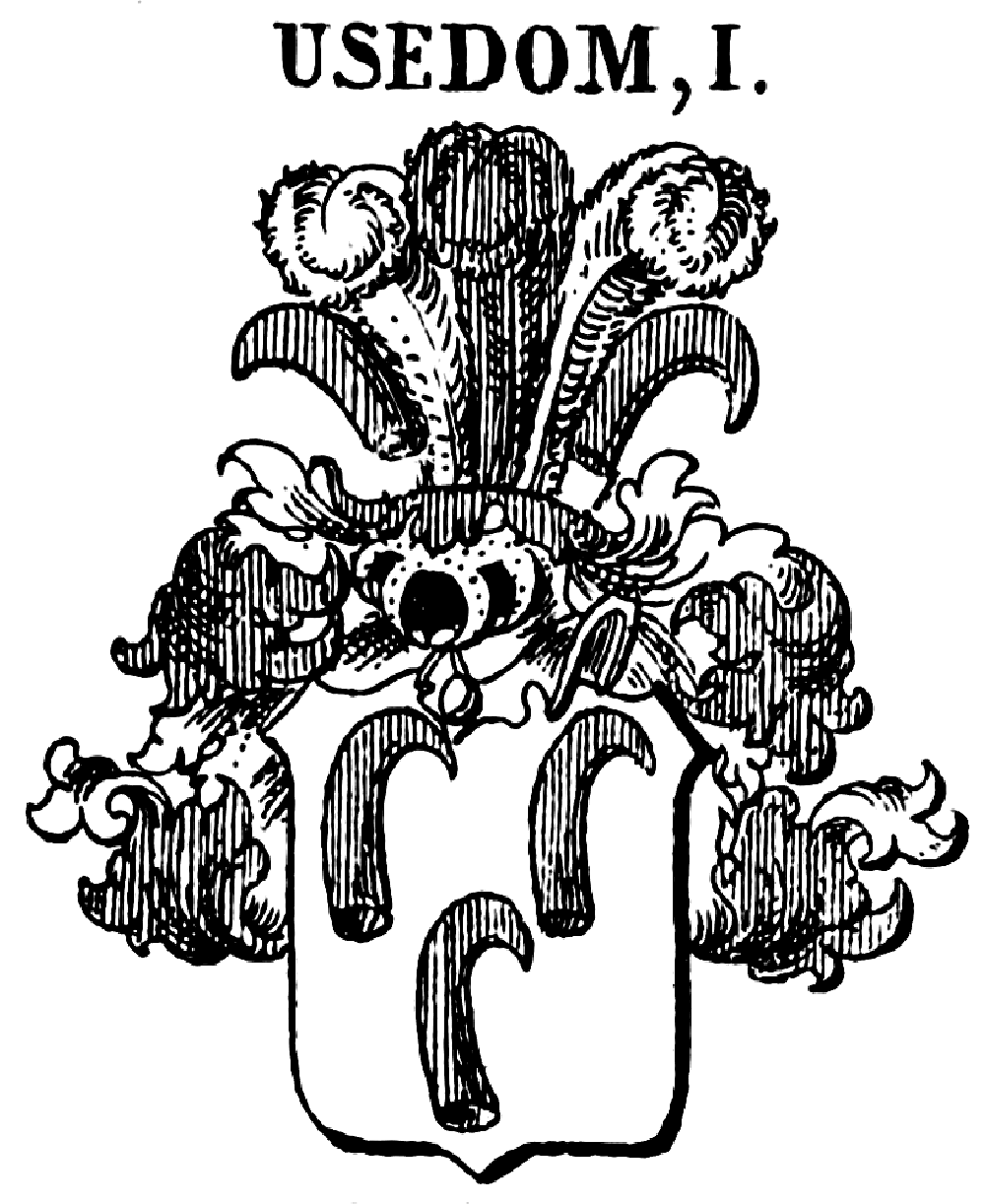
Wappen derer von Usedom 1
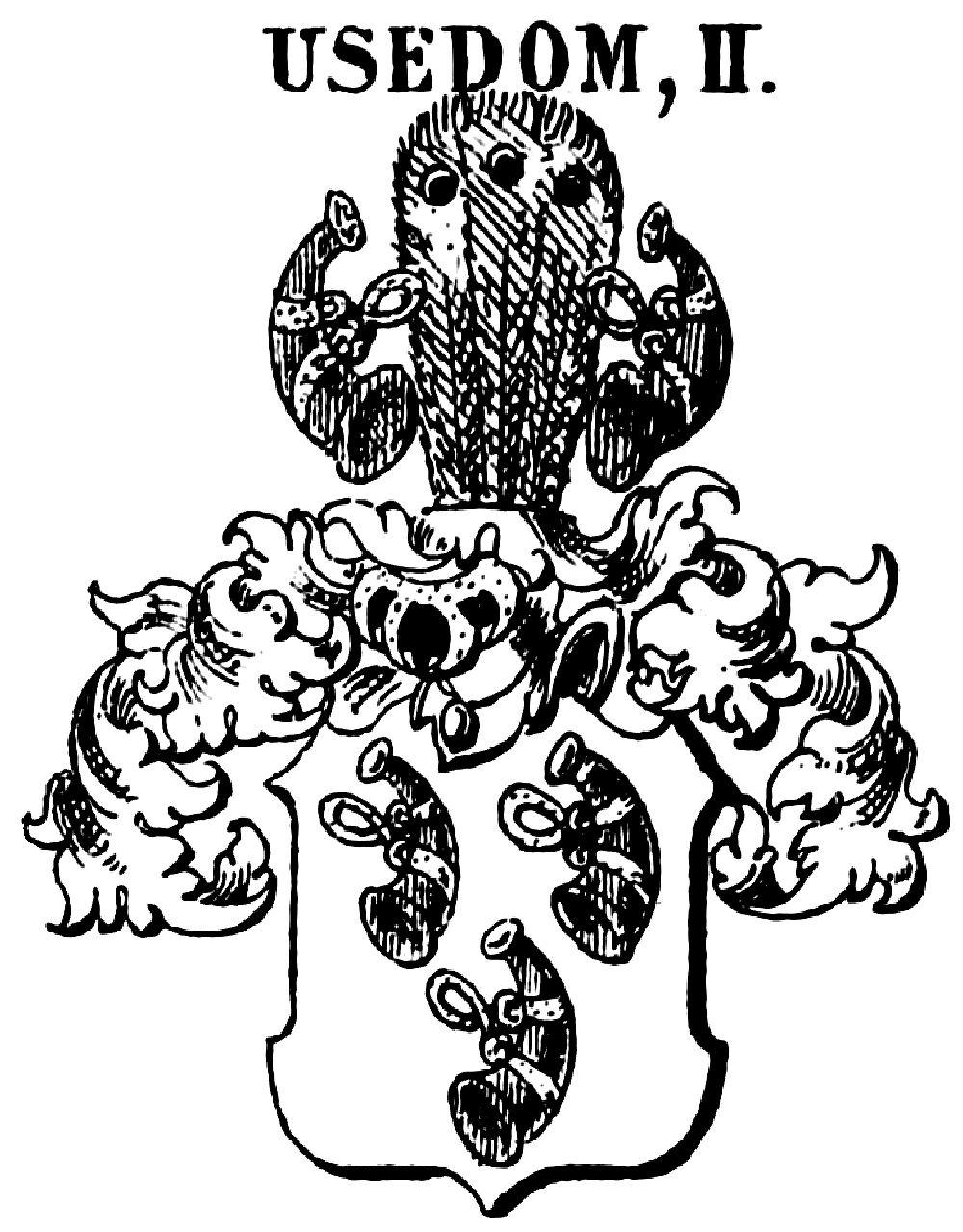
Wappen derer von Usedom 2

## Genealogie
auf Kartzitz:

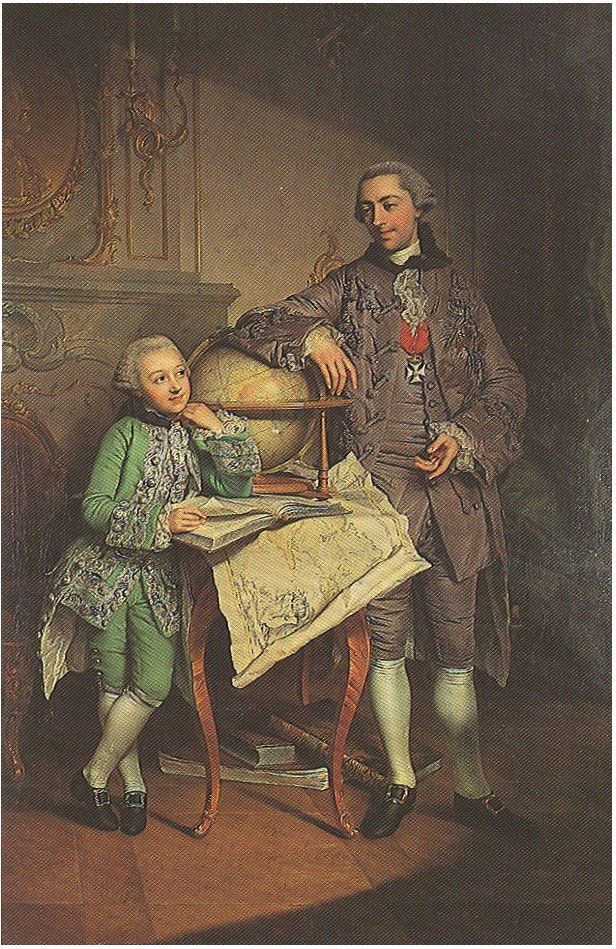
Friedrich Franz I. und sein Gouverneur von Usedom, Gemälde von Georg David Matthieu, Schloss Ludwigslust

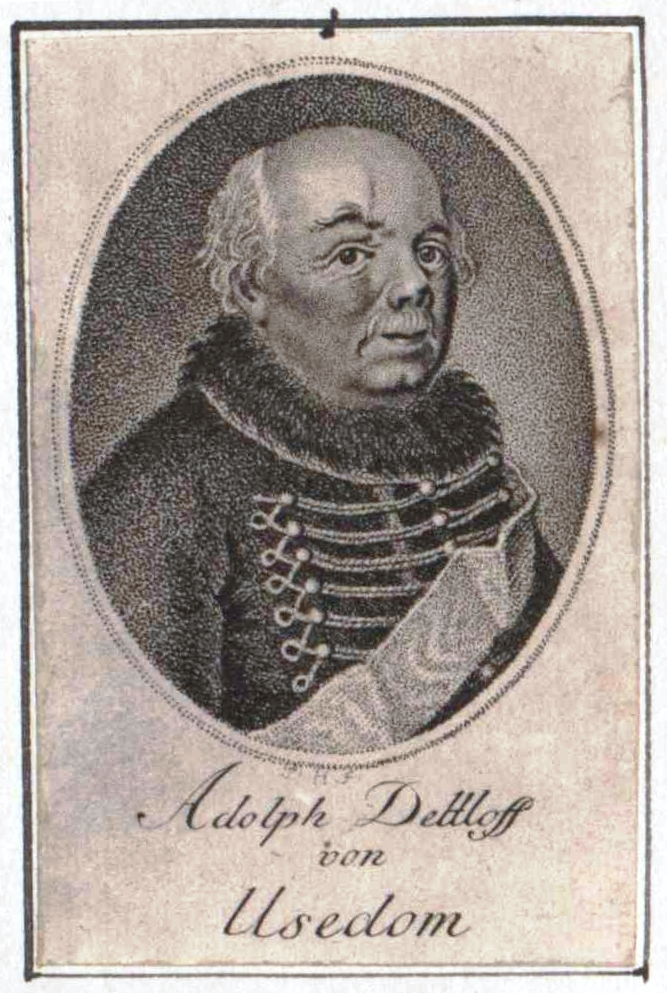
Adolph Dettloff von Usedom

- Karl Bogislav von Usedom (1711–1791), Landrat, Herr auf Kartzitz
  - Carl Christoph/Christian von Usedom († 1821), schwedischer Kammerherr, 1762–1771 Gouverneur (Hofmeister) des späteren (Groß)Herzogs Friedrich Franz I.
  - Ernst Joachim Moritz von Usedom (1746–1783), Herr auf Kartzitz, Landrat
    - Karl Christoph Ernst (1778–1838)
      - Graf Guido von Usedom (Diplomat) (1805–1884), Jurist und Diplomat
        - Gräfin Hildegard von Usedom (1852–1924), Ehrendame des Fräuleinstifts Cammin in Pommern

auf Zirmoisel:
- Joachim von Usedom († 1667), Herr auf Zirmoisel
  - Hans Jürgen von Usedom 
    - Eggert Christoph († 1749), Kapitän
      - Christoph Gottlieb von Usedom (1724–1786), Herr auf Zirmoisel
        - Hans Jürgen (1750–1810), Kapitän, Herr auf Teetzitz 
          - Hans Jürgen (1778–1848), Rittmeister,[5] Herr auf Quanditten, Kreis Fischhausen, Ostpreußen
            - Kuno (1804–1855), Leutnant im Kürassier-Regiment „Königin“ (Pommersches) Nr. 2, Herr auf Quanditten
              - Guido von Usedom (Admiral) (1854–1925), Admiral

        - Axel von Usedom (1767–1837), Herr auf Zirmoisel 
          - Otto (1803–1842)
            - Axel Eggert von Usedom (1839–1884), Verwaltungsjurist, Landrat
            - Ernst von Usedom (1841–1916), Major, Herr auf Zirmoisel[6]
              - Jarislaf(w) Wilhelm von Usedom (1899–1945), Fahnenjunker a. D., Herr auf Zirmoisel (mit Bubkewitz und Klein-Helle, 375 ha)[7][8]

  - Klaus von Usedom 
    - Joachim Bogislav von Usedom (1683–1749), Kapitän
      - Joachim Friedrich von Usedom († 1757), Herr auf Venzvitz, Oberstleutnant
        - Hans Heinrich von Usedom (1724–1773), Major 
          - Friedrich von Usedom (1756–1824), preußischer Generalmajor, Herr auf Melochwitz

        - Adolph Detlef von Usedom (1726–1792), preußischer Generalleutnant 
          - Friedrich von Usedom (1766–1843), preußischer Oberstleutnant, preuß. Adelslegitimation Berlin 1. August 1785[9]
            - Eduard (1806–1896), Oberst[10]
              - Ernst von Usedom (1840–1913), preußischer Generalleutnant, Kommandant[11] vom Zeughaus Berlin
                - Richard von Usedom (1873–1920), Fregattenkapitän

              - Viktor von Usedom (1842–1900), preußischer Generalleutnant
                - Ulrich von Usedom (1871), 1938 Oberstleutnant, Wohnsitz Berlin[12]
                - Ewald von Usedom (1881–1973), deutscher Generalmajor
                  - Horst von Usedom (1906–1970), deutscher Generalmajor (Ritterkreuz)

andere Personen aus dieser Familie:
- Johannes von Usedom (1521–nach 1549), Professor der Rechte
- Eckard von Usedom (1580–1646), deutscher Jurist, Hofgerichtspräsident, Landvoigt von Rügen (1632–1642)
- Jakob Friedrich von Usedom, Sekondeleutnant, 16. Juli 1794[13] Träger des Ordens Pour le Mérite

Auf Rügen finden sich in der Maria-Magdalena-Kirche Neuenkirchen und in der St.-Andreas-Kirche Rappin Erinnerungen an das Adelsgeschlecht von Usedom.